# Christos Metskas
Christos Metskas (hasta 2007, Hristos Mețcas, griego: Χρήστος Μέτσκας; nacido el 17 de junio de 1935) es un exfutbolista y entrenador de fútbol. Nacido en Grecia, adquirió la ciudadanía griega en 2000, pero permaneció apátrida hasta que obtuvo la ciudadanía rumana en 2004.

## Biografía temprana
Metskas nació en Slimnitsa, Grecia, el segundo de seis hijos, de Stavros y Eleftheria. En el otoño de 1947, tras el estallido de la guerra civil griega, huyó de Grecia a Albania con toda su familia; siendo entonces separado por su familia - sus padres acabaron instalándose en Hungría - y llegó a Rumanía escondido en un tren de carga que atravesaba toda Yugoslavia, junto con otros niños griegos.
Se instaló inicialmente en Orăștie, donde aprendió rumano, antes de ser enviado a trabajar a Ștefănești en 1949, y trasladarse después a Bucarest, donde se reencontró con uno de sus hermanos. En 1953, se graduó en la escuela vocacional "Electrotécnica nº 4" de Craiova, como fundidor.

## Carrera futbolística

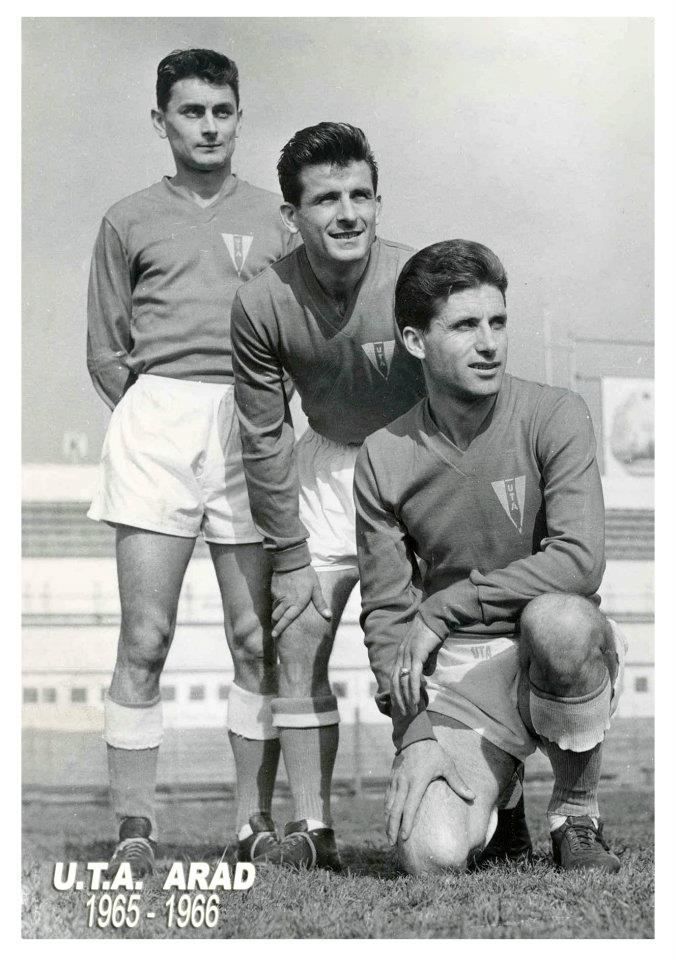
M. Țârlea sr. - E. Floruț - Ch. Metskas

Metskas empezó a jugar al fútbol en la escuela, antes de incorporarse a l'equipo juvenil del "TAPL" București, para pasar después al "Flamura Roșie" Giurgiu, donde debutó con el primer equipo en 1953. En 1957, después de que un representante del "UTA" Arad se fijara en él durante un partido, se incorporó oficialmente al club tras una exitosa prueba, durante la cual, al parecer, había impresionado al capitán del equipo, József Pecsovszky.
Metskas se convirtió en titular permanente del "UTA" a las órdenes del entrenador Coloman Braun-Bogdan, que inicialmente lo alineó como extremo izquierdo en una formación de WM; tras cambiar al lateral derecho, Metskas jugaría como delantero durante cuatro años (número 10 en la camiseta), antes de pasar al centro del campo (n.º 6) y, finalmente, asentarse en el puesto de líbero (n.º 6). A lo largo de sus años en el club, jugó junto a jugadores como Mircea Axente, Gheorghe Băcuț, Flavius Domide, Zoltan Farmati, Emil Floruț, Toma Jurcă, Iosif Lereter, Ion Pîrcălab, Iosif Petschovschi, Dușan Radin, Gavril Serfözö, Ioan Tăuceanu y Mihai Țârlea sr., entre otros. Dado que, en aquella época, había muy pocas personas de origen griego asentadas en Arad, ninguna de las cuales era conocida por la mayoría de los habitantes debido a su actividad, los partidarios le apodaron "El Griego".
Metskas recibió y aceptó una oferta del club griego "Olympiacos"; sin embargo, el acuerdo fracasó como consecuencia del golpe de Estado de la Junta Griega, ya que las fronteras nacionales de Grecia se cerraron antes de que pudiera obtener toda la documentación necesaria para entrar en el país.
Llegó con el "UTA" a la final de la Copa de Rumanía de 1966, en la que el entrenador Nicolae Dumitrescu lo utilizó como titular, aunque perdieron por 4-0 frente al "Steaua" București. En 1968, tras un desencuentro con Dumitrescu, Metskas abandonó el equipo, con el que jugó un total de 217 partidos de la "Divizia A", en los que marcó 16 goles.
Metskas fue convocado tres veces para jugar con la selección nacional de fútbol de Rumanía, pero no pudo hacerlo porque no era ciudadano rumano.

## Carrera de entrenador
Entre 1969 y 1972 trabajó como jugador y segundo entrenador del equipo sénior del club "Vulturii Textila" Lugoj, cuyo entrenador principal era Mihai Țârlea sr., así como entrenador del equipo juvenil republicano del mismo club. Entre 1972 y 1974 trabajó como entrenador del "Gloria" Arad, después, en el campeonato de 1974-1975, entrenó al "Stăruința" Dorobanți. Entre 1975 y 1979 trabajó como entrenador del equipo juvenil republicano del club "Strungul" Arad, en la ronda del campeonato 1975-1976 también trabajando como segundo entrenador del equipo sénior del mismo club, el entrenador principal siendo Emanoil Gherghel.
Entre 1980 y 1990 trabajó como entrenador principal del equipo juvenil republicano del "UTA", con Ștefan Mândru, Francisc Tisza y Dorel Cura como ayudantes a lo largo del tiempo, con una pausa de un año, durante el cual trabajó como entrenador del equipo sénior del club "Progresul" Pecica. Entre sus alumnos, los siguientes llegaron a ser futbolistas conocidos que jugaron en la primera y segunda liga: Raoul Burtea, Ștefan Crișan, Nicolae Dehelean, Lucian Dronca, Gheorghe Gheorghieș, Decebal Codru Grădinariu, Iulian Mihalache, Attila Pap, Dan Țapoș, Mihai Țârlea jr., Marius Țucudean, Adrian Ungur, Florian Voinea y Doru Vușcan.

## Vida privada
En 1974, Metskas se casó con Maria Ricean, abogada del Colegio de Abogados de Arad, con quien tuvo un hijo. Adquirió la ciudadanía griega en 2000, pero mantuvo de facto la condición de apátrida hasta 2004, cuando obtuvo también la ciudadanía rumana.

## Palmarés
UTA Arad
- Subcampeón de la Copa de Rumanía: 1965-66[7]